# Leopard 2
Il Leopard 2 è il principale carro armato da combattimento della Bundeswehr, le forze armate della Germania. Immesso in servizio a partire dal 1979, il Leopard 2 è stato continuamente aggiornato per mantenerlo al passo con gli sviluppi tecnologici e operativi ed è stato esportato in molti paesi del mondo.
Il battesimo del fuoco su un vero campo di battaglia è stato effettuato dalla Turchia in Siria nel 2017. Almeno 14 Leopard sono andati distrutti da missili controcarro e ordigni esplosivi improvvisati.

## Storia
Lo sviluppo del Leopard 2 inizia nel 1963 da un programma congiunto tra la Repubblica Federale Tedesca e gli Stati Uniti d'America. Lo scopo del progetto era quello di costruire un mezzo in grado di surclassare qualsiasi mezzo sovietico. Gli sforzi dei due Paesi daranno vita allo MBT 70.  Per questioni di budget e differenti priorità, entrambi gli stati decisero di sviluppare autonomamente i propri carri mettendo così fine allo sviluppo dello MBT-70 nel gennaio 1970. Il progetto per un nuovo carro armato era già in fase di elaborazione negli anni '60 nonostante l'accordo tra Germania Ovest e USA vietasse lo studio di nuovi mezzi durante la progettazione dello MBT-70 (per aggirare tale divieto queste macchine venivano classificate come miglioramenti del Leopard 1). Tra il 1972 e il 1974 vennero prodotti 17 prototipi fino al 1976 quando comparve la versione "AV" con una protezione balistica migliorata, un'ottica stabilizzata e una divisione delle munizioni a bordo; i test su questa versione vennero eseguiti fino al 1978. Entrò progressivamente in servizio nella Bundeshwer nel 1979 con diversi lotti che man mano includevano delle migliorie rispetto a quelli precedenti.  Il Leopard 2, nonostante il nome, è decisamente diverso dal Leopard 1, rispetto al quale ha maggiore potenza di fuoco, velocità e corazzatura; quest'ultima è la differenza principale rispetto al modello precedente poiché è stata studiata dalle informazioni ricavate dalla guerra dello Yom Kippur del 1973. È prodotto dall'azienda tedesca Krauss-Maffei Wegmann e, dal 2003, su licenza, dalla compagnia spagnola Santa Bárbara Sistemas. Sviluppato durante gli anni '70 per rimpiazzare il Leopard 1, ne sono stati prodotti all'incirca 3480.
Ha una corazza composita, migliorata di serie in serie, un pezzo da 120 mm Rheinmetall ad anima liscia da 44 calibri (55 dalla versione A6) dotato di un sistema elettro-idraulico con una riserva di 42 munizioni e motore da 1500 hp turbodiesel: tutte caratteristiche divenute standard di riferimento.
Dal 1979 il mezzo è stato più volte ammodernato, anche perché lo sviluppo del successore Leopard 3 è stato cancellato. Il carro è molto evoluto tecnologicamente, in quanto possiede un sistema di controllo di tiro EMES 15 con visore termico, per colpire obiettivi mimetizzati. Sul lato destro del cannone è situato il sensore di allineamento, il cui miglioramento, insieme a quello di altri apparecchi, ha aumentato le possibilità offensive dei Leopard 2. Il telemetro laser è stato modificato per accogliere non solo la seconda eco laser (come un tempo), ma anche la prima, conferendogli la capacità di abbattere elicotteri in volo a bassa quota. Nonostante l'aumento di peso rispetto al Leopard 1 il carro mantiene un'eccellente mobilità su tutti i terreni grazie al suo motore turbo diesel dal 1500 hp e il suo sistema di sospensioni a barre di torsione con ammortizzatori integrati.
Questo mezzo è considerato uno tra i migliori carri armati odierni grazie alla sua grande velocità su ogni terreno, al potente ed avanzato cannone (dotato della considerevole velocità iniziale di 1750 m\s), e agli ottimi sistemi di puntamento dello stesso. Sono attualmente in corso nuove modifiche del Leopard 2. L'alta qualità del carro è testimoniata dall'elevato volume di vendite in tutto il globo delle sue varie versioni (A1, A2, A3, ma soprattutto A4, A5 e A6, e anche il nuovo modello A7). Tale successo fu favorito dal surplus di carri tedeschi dopo la scomparsa della minaccia costituita dai carri sovietici alla fine della guerra fredda, il che provocò una notevole diminuzione dei prezzi. Anche l'Italia pensò di acquistare 300 Leopard 2 dalla Germania, ma il progetto non venne concluso per dare la precedenza allo sviluppo del carro da combattimento nazionale C1 Ariete.
Nel luglio 2023, la sottosegretaria al Ministero della difesa Isabella Rauti ha annunciato l'intenzione del governo italiano di acquistare carri armati Leopard 2A8 e di un certo numero delle piattaforme derivate nelle versioni recupero e soccorso, gettaponte e pioniere, in un numero stimato di almeno 125/250 esemplari per una spesa (che include anche altre voci) di circa 4 miliardi di euro a partire dal 2024. Questo piano di acquisti è stato inserito tra quelli di previsto avvio nel Documento programmatico pluriennale (Dpp) 2023-2025, di prossima emanazione.Nel giugno 2024 è saltato l'accordo fra Leonardo e Kdns per la quota di off-set da produrre nell'ex Oto Melara.

## Versioni
- Leopard 2A0: prima versione di serie prodotta tra il 1979 e il 1982 in 380 veicoli, di cui 209 da Krauss-Maffei e 171 da Maschinenbau Kiel. L'equipaggiamento di base comprendeva un telemetro laser, un sistema di stabilizzazione elettro-idraulico, un sensore di vento traverso sulla torretta[14]. 180 esemplari erano dotati di visori termici mentre 200 di amplificatori di luce residua.[15] Essi andarono a sostituire gli M48A2G[16].
- Leopard 2A1: versione prodotta tra il 1982 e il 1984 in 750 esemplari che si differenziavano dai modelli di produzione iniziali per la rimozione del sensore di vento traverso, aumento dell'altezza del periscopio del comandante di 5 centimetri, visori termici di serie[17], miglioramenti al sistema elettrico.[15] Questa versione fu la prima ad avere i cavi di rimorchio incrociati nella parte posteriore del mezzo[18].
- Leopard 2A2: Leopard 2A0 aggiornati con visori termici.[15]
- Leopard 2A3: versione con nuova radio VHF prodotta in 300 esemplari, 165 da Rheinmetall e 135 da MaK, tra il 1984 e il 1985.[15] La paratia delle munizioni venne saldata perché si era notato che se colpita poteva compromettere le capacità NBC del mezzo[19].
- Leopard 2A4: versione prodotta in 695 esemplari tra il 1985 e il 1992. Ha un sistema antincendio migliorato e un nuovo computer balistico[20]. Dal 467º esemplare sono stati introdotti un miglioramento alla corazzatura della torretta e della parte anteriore dello scafo, nuove batterie a bassa manutenzione e gonne laterali modificate. L'ultimo lotto di 75 esemplari era caratterizzato da gonne laterali modificate. Per standardizzare gli esemplari in servizio, nel 1995 tutti i Leopard 2 sono stati portati allo standard 2A4.[15]
  - Pz 87 Leo: versione svizzera con apparato radio AN/VRC 12, miglioramenti al sistema di protezione NBC e una mitragliatrice MG 87.
  - Leopard 2A4CHL: versione per l'esercito cileno con un nuovo sistema di comunicazione e una modifica ai turbocompressori del motore.[21]
  - Leopard 2A4M CAN: versione per l'esercito canadese con corazzatura aggiuntiva sulla torretta.
  - Leopard 2PL: aggiornamento dei Leopard 2A4 polacchi con sistemi elettrici di stabilizzazione del cannone e di movimento della torretta al posto di quelli idraulici, aggiornamento del cannone L44, moduli di corazza aggiuntivi e nuovo sistema di puntamento di produzione polacca.[22]
- Leopard 2A5: versione prodotta in 350 esemplari in due lotti, il primo da 225 esemplari tra il 1995 e il 1998 e il secondo da 125 esemplari tra il 1999 e il 2002. Le modifiche includono corazzatura aggiuntiva nella parte anteriore della torretta, nuove gonne laterali, nuovo periscopio con un proprio visore termico indipendente, controllo elettrico della torretta, telecamera per la retromarcia, portello del conducente elettro-pneumatico e rivestimento anti-schegge all'interno della torretta.[15][23] Questa versione è in grado di ingaggiare elicotteri[24].
  - Stridsvagn 122: versione svedese con maggiore corazzatura nella torretta e nella parte frontale dello scafo, sistemi di puntamento e comando migliorati.[25]
  - Leopard 2A5 DK: versione per l'esercito danese con corazzatura migliorata.[26]
- Leopard 2A6: versione prodotta a partire dal 2001 con cannone Rheinmetall L55 da 120 mm a canna liscia e nuovo sistema di puntamento, 
  - Leopard 2A6M: versione con protezione da mine migliorata e modifiche interne per aumentare la probabilità di sopravvivenza dell'equipaggio.
  - Leopard 2A6HEL: versione per l'esercito greco.
  - Leopard 2A6M CAN: versione per l'esercito canadese con corazza a gabbia.
  - Leopard 2E: versione spagnola con protezione aumentata.
- Leopard 2 PSO: prototipo progettato per la guerra urbana con protezione migliorata su tutti i lati, una torretta controllata da remoto e una pala meccanica.[27]
- Leopard 2A7: versione con APU e casse portaoggetti dietro la torretta.
  - Leopard 2A7V: versione con corazza passiva sulla parte anteriore dello scafo, sistema di telecamere per l'assistenza alla guida e un generatore di corrente indipendente dal motore.[28]
  - Leopard 2A7+: versione con un sistema di guida notturna e nuovo periscopio.
  - Leopard 2A7HU: versione per l'esercito ungherese con una torretta remotizzata, sistema di puntamento migliorato e miglioramento della protezione del tetto della torretta.[29]
- Leopard 2A8: versione in fase di sviluppo con cannone L55A1, un sistema di contromisure Trophy e un'auxiliary power unit.[30]
  - Leopard 2A8 NOR: versione per l'esercito norvegese con un sistema di gestione della battaglia prodotto da Kongsberg Defence & Aerospace.[31]

### Versioni speciali
- Bergepanzer 3 Büffel: veicolo corazzato da recupero dotato di gru, un argano e una pala meccanica.
- Panzerschnellbrücke 2: prototipo di veicolo gettaponte il cui sviluppo è stato interrotto a causa delle prestazioni insoddisfacenti.[32]
- Panzerschnellbrücke Leguan: veicolo gettaponte con un ponte Leguan prodotto da MAN Mobile Bridges GmbH.
- AEV 3 Kodiak: veicolo del genio equipaggiato con pala meccanica, braccio meccanico e argani.
- Wisent 2: veicolo multiruolo sviluppato da Flensburger Fahrzeugbau che può essere configurato come veicolo corazzato da recupero o veicolo del genio.
- Leopard 2L: veicolo gettaponte con un ponte Leguan sviluppato da Krauss-Maffei e Patria per l'esercito finlandese.[33]
- Leopard 2R: veicolo da sminamento sviluppato da Patria su scafo del Leopard 2 per l'esercito finlandese.[34]

## Operatori

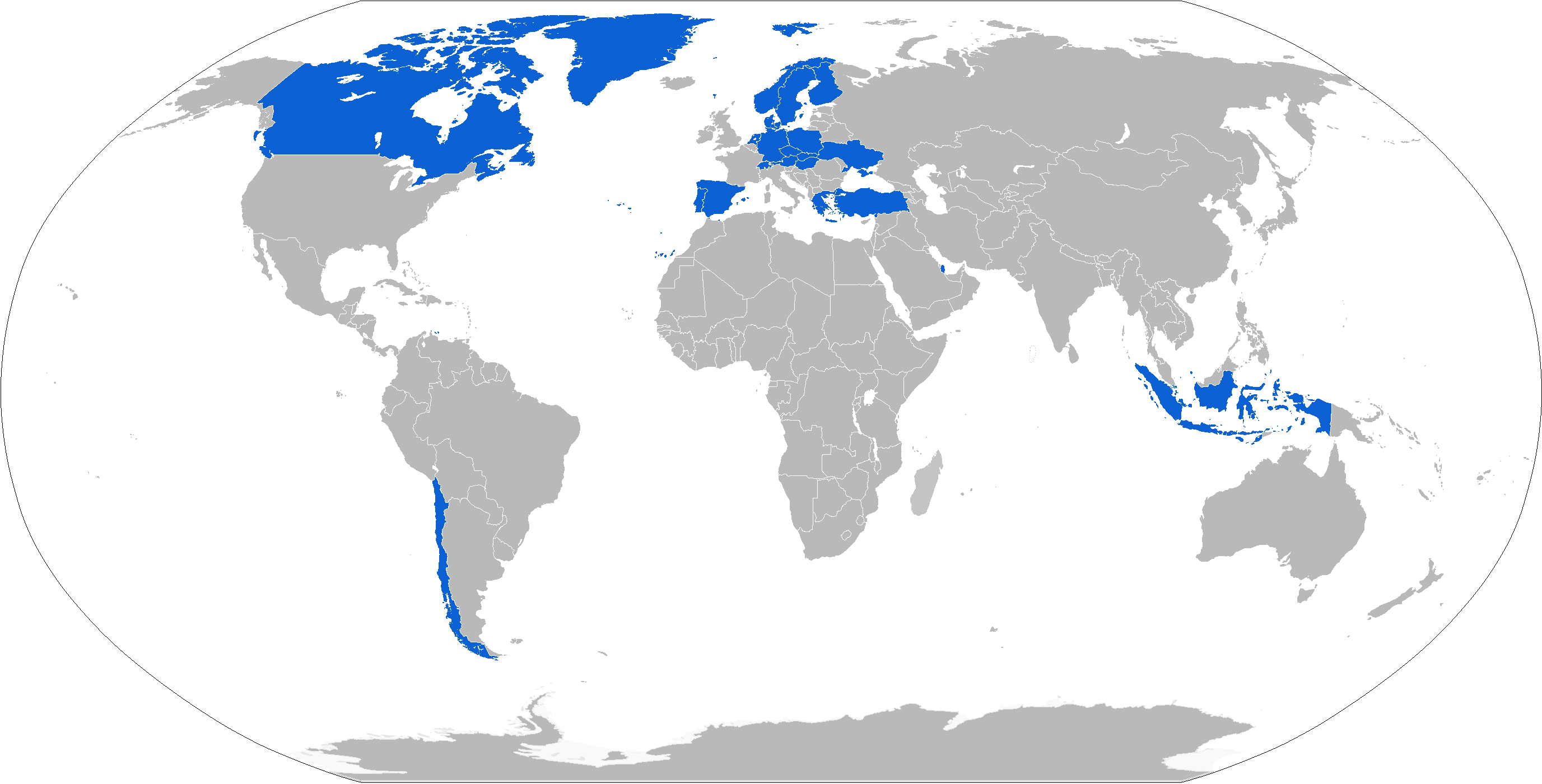
Gli operatori del Leopard 2 sono mostrati in blu

### Operatori Attuali

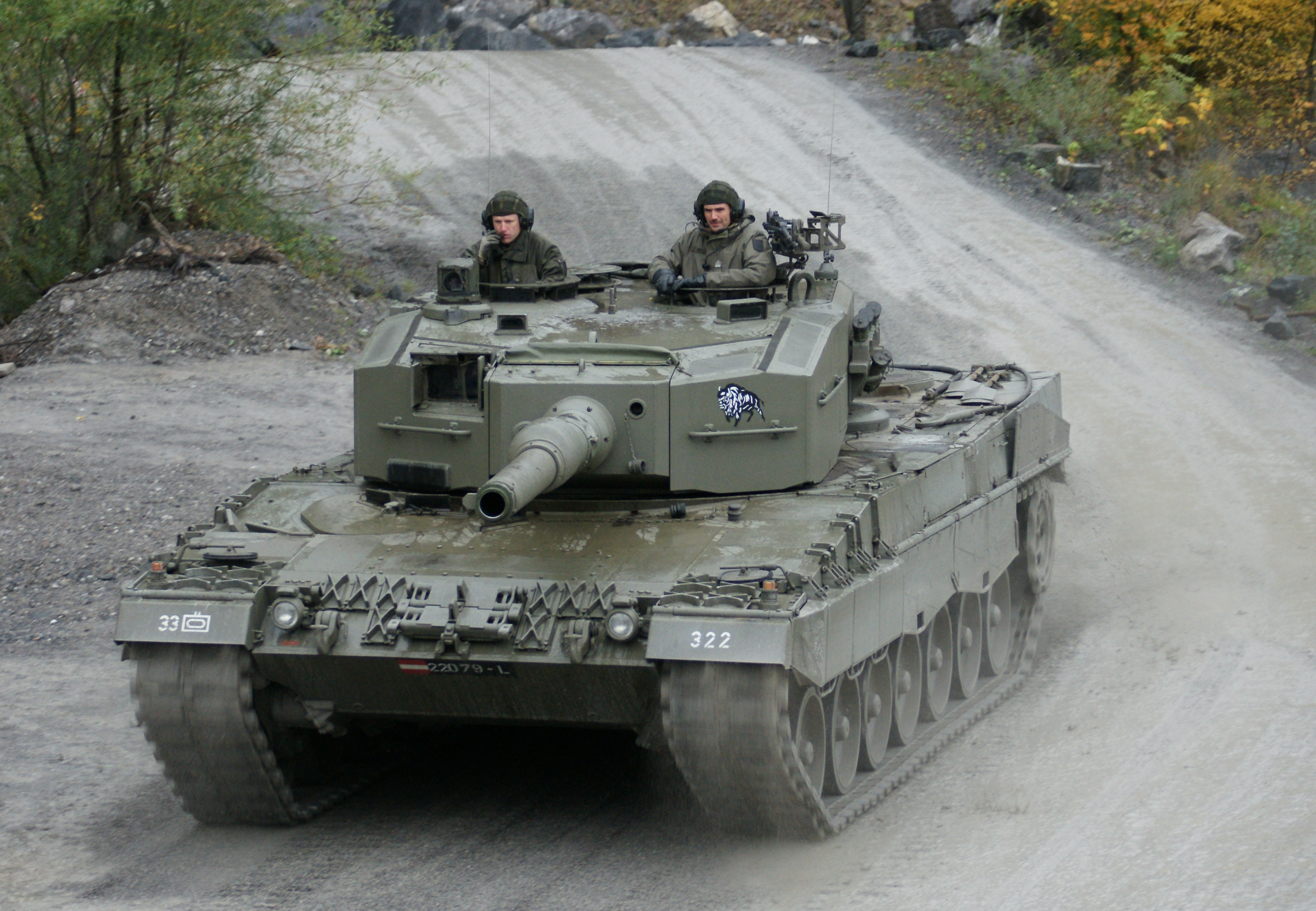
Leopard 2A4 austriaco

Austria
- Bundesheer

114 Leopard 2A4 acquistati di seconda mano dai Paesi Bassi nel 1993. 56 in servizio nel 2023.
 Canada
- Canadian Army

20 Leopard 2A6 presi in leasing dalla Germania nel 2007, restituiti e sostituiti nel 2009 da altrettanti Leopard 2A6 acquistati di seconda mano dai Paesi Bassi e aggiornati a Leopard 2A6M. Altri 80 Leopard 2A4 sono stati acquistati di seconda mano dai Paesi Bassi nel 2009, di cui 34 da utilizzare per l'addestramento e 20 ammodernati a Leopard 2A4M CAN.  18 veicoli del genio Wisent ricevuti dal 2017 e 12 Pz 87 acquistati nel 2011 da surplus svizzero convertiti in Bergepanzer Büffel. 42 Leopard 2A4 (addestramento), 20 Leopard 2A4M (in aggiornamento), 20 Leopard 2A6M, 5 ARV 3 PL Buffalo, 18 Wisent 2, 12 Büffel in servizio nel 2023.
 Cile
- Ejército de Chile

140 Leopard 2A4 acquistati di seconda mano dalla Germania nel 2006 seguiti da altri 60 nel 2009, per un totale di 234 carri. 170 in servizio nel 2022.
 Danimarca
- Hæren

51 Leopard 2A4 tedeschi acquistati di seconda mano nel 1997 e ricevuti a partire dal 1998, aggiornati a Leopard 2A5 tra il 2002 e il 2004. Altri 6 Leopard 2A4 sono stati acquistati nel 2004 e aggiornati a Leopard 2A5. Nel 2016 è stato approvato un piano che prevedeva l'aggiornamento di 38 esemplari a Leopard 2A7 ma nel 2018 il numero di esemplari da aggiornare è stato portato a 44. 7 gettaponte Leguan su scafo Leopard 2 acquistati nel 2019.

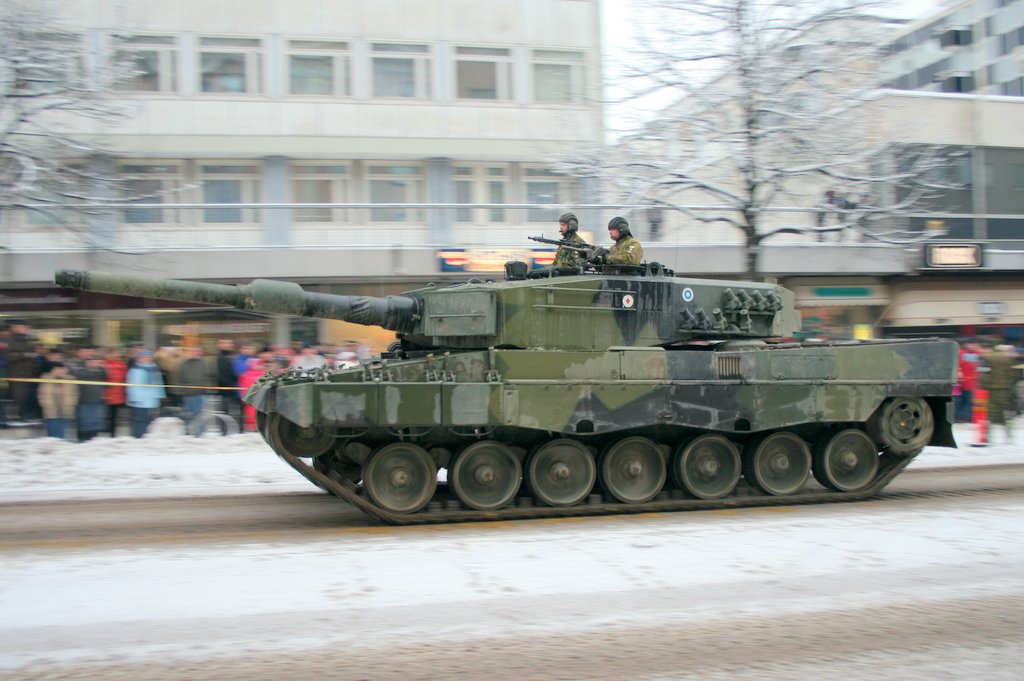
Un Leopard 2A4 finlandese

 Finlandia
- Suomen maavoimat

124 Leopard 2A4 acquistati di seconda mano dalla Germania nel 2002, 100 Leopard 2A6 acquistati di seconda mano dai Paesi Bassi nel 2014 e consegnati tra il 2015 e il 2019. 6 Leopard 2A4 sono stati convertiti in gettaponte installando un ponte Leguan  e altri 6 sono stati convertiti in Leopard 2R da sminamento, in servizio fino al 2023 quando sono stati donati tutti all'Ucraina.
 Germania
- Heer

312 in servizio a inizio 2023, di cui 53 Leopard 2A7V, 57 2A7, 165 2A6 e 19 2A5, con questi ultimi che vengono utilizzati solo per l'addestramento. 18 Leopard 2A6 sono stati trasferiti all'Ucraina nel 2023. 18 Leopard 2A8 acquistati nel 2023 con consegne previste tra il 2025 e il 2026. 75 Bergepanzer Büffel ricevuti tra il 1992 e il 1997, 7 Leguan acquistati nel 2016 e altri 24 nel 2020, 44 AEV 3 Kodiak commissionati nel 2019 su scafi di Leopard 2A4 dismessi che verranno consegnati tra il 2023 e il 2029.
 Grecia
- Ellinikós Stratós

170 Leopard 2A6 e 12 Bergepanzer Büffel ordinati nel 2003, 183 Leopard 2A4 acquistati di seconda mano dalla Germania nel 2005. 30 Leopard 2A6 sono stati prodotti in Germania mentre i restanti 140 in Grecia da ELVO.
 Indonesia
- Tentara Nasional Indonesia-Angkatan Darat

104 Leopard 2A4 acquistati di seconda mano dalla Germania nel 2013 con 4 Bergepanzer Büffel.
 Norvegia
- Kongelige Norske Hæren

52 Leopard 2A4 acquistati di seconda mano dai Paesi Bassi nel 2001, 54 Leopard 2A7 ordinati nel 2023 con un'opzione per altri 18 esemplari. A giugno 2023 l'ordine è stato convertito in Leopard 2A8. 6 Leopard 2 Leguan ordinati nel 2019 in consegna a partire dal 2023,  6 Wisent 2 ARV e 6 Wisent 2 AEV ordinati nel 2018 e consegnati a partire dal 2021 seguiti da altri 3 ARV e 8 AEV ordinati nel 2023.
 Paesi Bassi
- Koninklijke Landmacht

L'esercito olandese ha avuto in servizio un totale di 445 Leopard 2. 330 esemplari furono aggiornati al modello 2A5 nel 1993 e 188 di questi furono poi ulteriormente aggiornati al modello 2A6. Gli ultimi esemplari sono stati radiati nel 2011. 18 Leopard 2A6 già in servizio nell'esercito olandese e venduti alla Germania nel 2011 sono stati acquisiti in leasing nel 2015. Oltre ai 18 Leopard 2A6, nel 2023 sono in servizio anche 25 Bergepanzer Büffel, 10 AEV 3 Kodiak e 8 Leguan.
 Polonia
- Wojska Lądowe

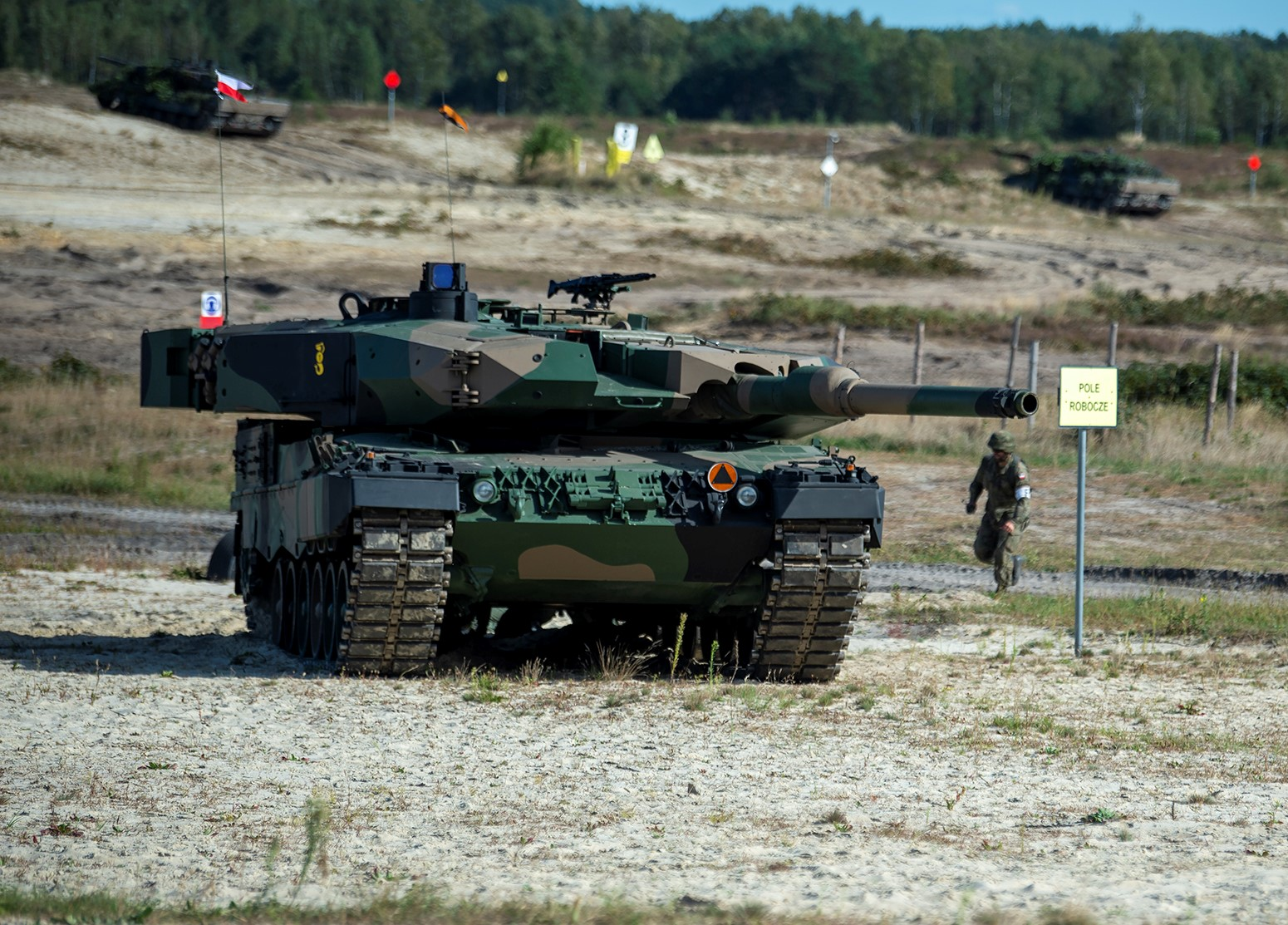
Un Leopard 2PL polacco

128 Leopard 2A4 acquistati di seconda mano dalla Germania nel 2002, 105 Leopard 2A5 ricevuti tra il 2013 e il 2015. I Leopard 2A4 sono in fase di aggiornamento a Leopard 2PL, di cui a febbraio 2023 sono stati realizzati 45 esemplari.
 Portogallo
- Exército Português

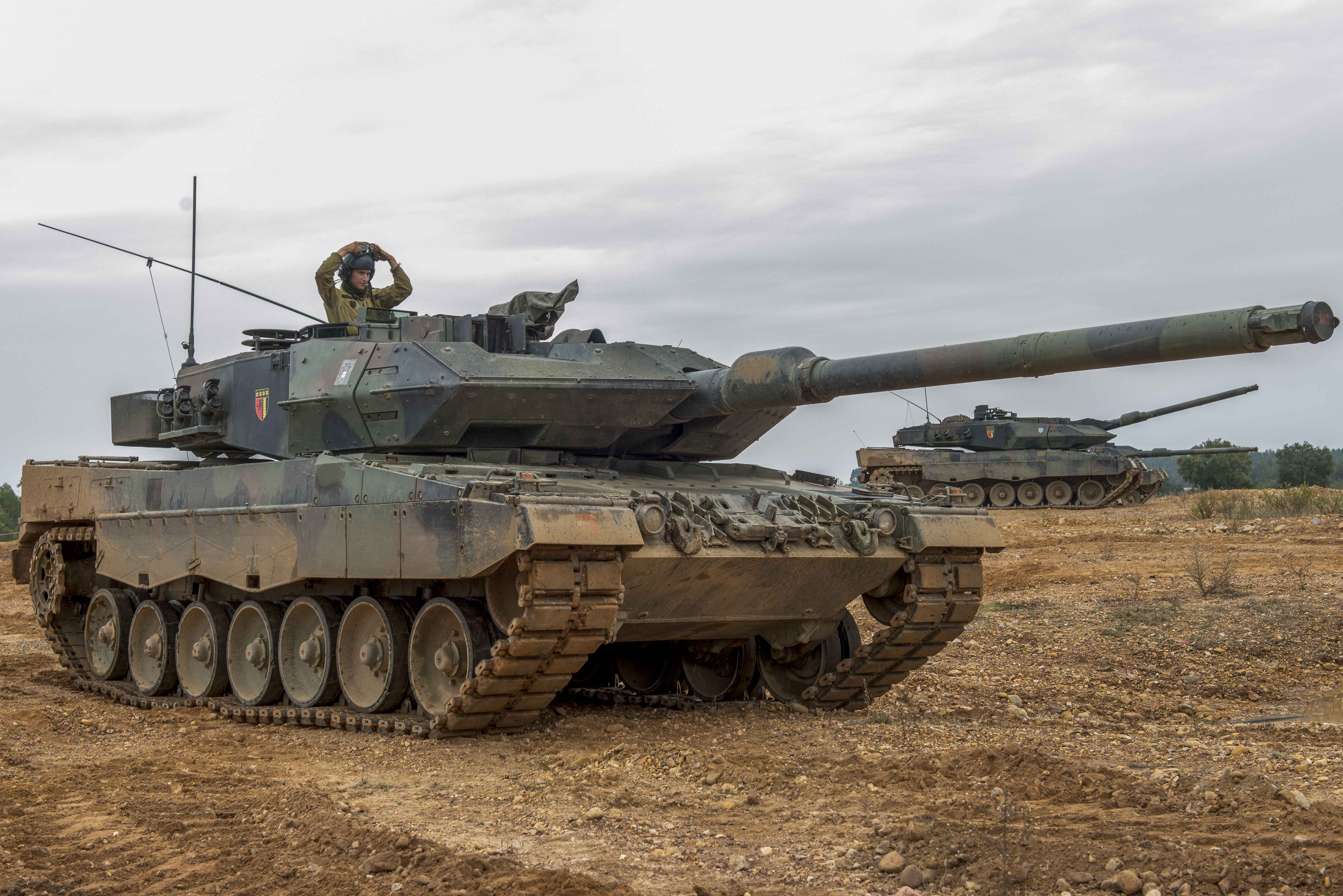
Leopard 2A6 dell'esercito portoghese

37 Leopard 2A6 acquistati di seconda mano dai Paesi Bassi nel 2008.
 Qatar
- Esercito del Qatar

62 Leopard 2A7+ e 6 Wisent 2 ARV acquistati nel 2013.
 Rep. Ceca
- Pozemní síly Armády České republiky

14 Leopard 2A4 e 1 Bergepanzer Büffel donati dalla Germania nel 2022 come compensazione per la donazione di T-72 all'Ucraina, previsti in consegna rispettivamente nel 2023 e nel 2024.
 Singapore
- Tentera Singapura

Un numero non divulgato di Leopard 2A4 di seconda mano provenienti dalla Germania è in servizio dal 2007. 14 AEV 3 Kodiak, 20 Bergepanzer Büffel e 10 Leguan consegnati.
 Slovacchia
- Pozemné sily Slovenskej republiky

15 Leopard 2A4 donati dalla Germania nel 2022 in cambio della donazione di 30 BVP-1 all'Ucraina.
 Spagna
- Ejército de Tierra

108 Leopard 2A4 presi in leasing dalla Germania nel 1998 e acquistati definitivamente nel 2005, 219 Leopard 2E e 16 Bergepanzer Büffel acquistati nel 1998.
 Svezia
- Esercito svedese

120 Stridsvagn 122 acquistati e 160 Leopard 2A4 presi in leasing per 15 anni nel 1994. I Leopard 2A4 sono stati ritirati dal servizio nel 2002. 6 AEV 3 Kodiak, 10 Bergepanzer Büffel ordinati nel 1999, 6 Leguan consegnati.
 Svizzera
- Esercito svizzero

L'Esercito svizzero ha acquistato 380 Leopard 2A4 denominati dalla RUAG Pz 87 "Leo". Di questi 35 sono stati realizzati in Germania, mentre i rimanenti sono stati costruiti su licenza in Svizzera. 134 sono stati aggiornati a partire dal 2006 e 42 sono stati rivenduti a Rheinmetall per convertirli in veicoli speciali. 12 AEV 3 Kodiak acquistati nel 2007, 25 Bergepanzer Büffel in servizio dal 2003.
 Turchia
- Türk Kara Kuvvetleri

298 Leopard 2A4 acquistati di seconda mano dalla Germania nel 2005, seguiti da altri 56 tra il 2010 e il 2013.
 Ucraina
- Forze armate dell'Ucraina

14 Leopard 2A4 donati dalla Polonia, 8 Leopard 2A4 donati dal Canada, 8 Leopard 2A4 donati dalla Norvegia, 18 Leopard 2A6 donati dalla Germania, 3 Leopard 2A6 donati dal Portogallo, 10 Leopard 2A4 donati dalla Spagna, 10 Strv 122 donati dalla Svezia e 14 Leopard 2A4 provenienti da scorte tedesche donati da Paesi Bassi e Danimarca. 1 Bergepanzer Büffel donato dal Canada, 2 Büffel donati dalla Germania, 6 Leopard 2R donati dalla Finlandia, 3 Wisent 2 ARV e 1 Wisent 2 AEV donate dalla Norvegia.
 Ungheria
- Magyar Szárazföldi Haderő

44 Leopard 2A7 e 12 Leopard 2A4 di seconda mano acquistati a dicembre 2018 con consegne a partire dal 2020. Leopard 2A4 consegnati a partire dal 2020, Leopard 2A7 previsti in consegna tra il 2023 e il 2025. 9 Büffel e 9 Leguan ordinati nel 2020.

### Operatori futuri
Italia
- Esercito Italiano

Come precedentemente indicato nel DPP (Documento programmatico pluriennale) sono iniziate nel 2023 trattative per l'acquisizione di 132 Leopard 2A8 in variante IT e circa 140 Leopard 2 in variante speciale. L'accordo, firmato da Leonardo e Knds (joint venture tra la francese Nexter e la tedesca Krauss-Maffei Wegmann) dilazionerà la messa in servizio dei carri, che verranno prodotti a La Spezia dalla OTO Melara, in 13 anni. Nel giugno 2024 però la KNDS straccia l'accordo, e in ottobre viene costituita la Leonardo Rheinmetall Military Vehicles per la costruzione di un nuovo carro italo-tedesco sulla base del KF51 Panther.